# Saiga tatarica
El saiga (Saiga tatarica) es una especie de  artiodáctilo de la familia Bovidae. Habita en las estepas de Asia Central, desde el sur de Rusia (Kazán) hasta el noroeste de China y zonas de Mongolia; el mayor número de individuos habita en Kazajistán y Uzbekistán.

## Características

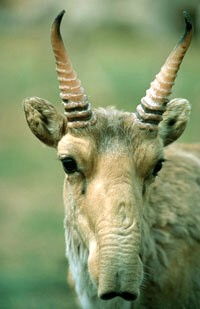
Cabeza de Saiga tatarica.

El saiga es un antílope de mediano tamaño, a menudo llamado antílope estupefacto debido a su enorme nariz, mide de 60 a 80 cm en la cruz (altura en los hombros) y pesa entre 25 y 51 kg. Su esperanza de vida es de 6 hasta 10 años. El macho es más grande que la hembra y es el único que presenta cuernos, los cuales son de color grisáceo o amarillento y miden de 25 a 30 cm. Sus cuernos tienen valor en la medicina tradicional china y debido a ello están en peligro por caza furtiva. Su pelaje cambia según la estación del año, cambiando de un color blanquecino amarillento en el invierno a un color rojizo amarillento claro en el verano. La nariz es ancha, larga y muy móvil, semejante a una pequeña probóscide, lo que se cree que permite al animal filtrar el polvo o calentar el frío y seco aire de las estepas que inhala. Es una adaptación al ambiente de clima continental y árido, caracterizado por fuertes fluctuaciones de temperatura.

## Vida
Los saigas forman enormes manadas que conviven en estepas semidesiertas, se alimentan de una gran variedad de plantas, incluyendo algunas venenosas para otros animales. Además, pueden cubrir distancias considerables y cruzar los ríos nadando. 
La época de apareamiento comienza en noviembre, con la lucha por la posesión de las hembras. El ganador lidera una manada de unas 5 a 50 hembras. El periodo de gestación es de 140 a 147 días.  La hembra saiga, al igual que ocurre en los antílopes dik dik, se conocen por su capacidad de tener descendencia a la temprana edad de 8 meses. Lo extraño resulta que el primer parto es de gemelos, pero en adelante es único. Si la población se viera seriamente afectada las hembras de 5 meses aceleran su madurez y alumbran gemelos de ambos sexos.

## Estado de conservación
Como animal adaptado a los espacios abiertos, fríos y secos, el saiga es un perfecto indicador de condiciones glaciales en los yacimientos del Pleistoceno donde aparece. En su momento de mayor distribución, durante los últimos glaciales, la especie llegó a poblar grandes extensiones de Asia, América y Europa, llegando incluso hasta el norte de la península ibérica. En el siglo XVIII se extinguió en los Cárpatos debido a la caza excesiva y ya en el siglo XIX fue exterminado en Polonia y Ucrania. A pesar de la protección oficial, la caza ilegal o furtiva para conseguir sus pieles y cuernos (demandados en los últimos años por la medicina tradicional china como sustituto del cada vez más raro cuerno de rinoceronte) sigue constituyendo una grave amenaza para el futuro de la especie, y es a estas actividades a las que se debe que su número haya descendido a unos 40 000 ejemplares desde la población de aproximadamente un millón que había en 1990. En la actualidad se halla especie de casi amenazada de extinción.
Hacia mayo de 2015, 120 000 especímenes murieron de manera masiva (epizootia) en el norte de Kazajistán, lo que representa un tercio de la población total. El porcentaje de mortalidad en las manadas una vez infectadas era del 100 %. Se determinó que lo causaba la bacteria Pasteurella multocida, habitualmente presente en estos antílopes pero de forma inofensiva.